# 蘇峻
蘇峻（294年以前—328年11月13日），字子高，長廣郡掖縣（今屬山東）人。晋朝官員，活躍於東晉初年，曾參與討平王敦之亂，但卻是數年後蘇峻之亂的叛軍領袖。

## 生平

### 聚眾自立
蘇峻年輕時是一介書生，有才學，最初為主簿。十八歲時獲舉孝廉。永嘉五年（311年），永嘉之亂爆發，蘇峻在家鄉結壘自保，數千家歸投。蘇峻和其鄉民所結的屯壘為當時諸壘中最強，而且又推行王化，收集枯骨代葬，種種行為都讓他深得人心，被推為主。
當時在建鄴的司馬睿聽聞蘇峻的事，於是任命蘇峻為安集將軍。及後青州刺史曹嶷對蘇峻得人心而感到厭惡，擔心會成為禍患，於是打算討伐。蘇峻害怕，於是領部下數百家南遷廣陵，並獲任命為鷹揚將軍。此時周堅在彭城叛亂，蘇峻協助平定，因功任淮陵內史，後遷蘭陵相。

### 王敦之亂
永昌元年（322年），王敦之亂爆發，權臣江州牧王敦起兵進攻建康，蘇峻收到詔命要抵抗。但蘇峻占卜後結果不吉，遲遲不進。及後朝廷軍隊被王敦擊敗，王敦攻入建康並自任丞相，控制朝政。蘇峻於是退至盱眙。此時蘇峻任淮陵內史時的舊下屬請求朝廷讓蘇峻再度上任，朝廷接納並加授蘇峻奮威將軍，及後又改任臨淮內史。
太寧二年（324年），在江州遙控政權的王敦再次進攻建康，打算篡位，尚書令郗鑒於是召劉遐和蘇峻入衛京師。王敦此時派蘇峻之兄勸蘇峻不要應命，但蘇峻不聽，仍率軍入援建康。王敦黨羽錢鳳和江南豪族沈充打算乘蘇峻軍遠道而來，尚因疲倦而未及戰鬥而進攻蘇峻，以免經充足休息後頑強抵抗，於是進攻竹格渚。蘇峻於是率領韓晃在南塘截擊王敦軍，並大敗對手。王敦之亂尾聲時亦與庾亮追擊逃走的沈充。事件平定後，蘇峻因功進使持節、冠軍將、歷陽（今安徽和縣）內史，加散騎常侍，封邵陵公，食一千八百戶。

### 叛亂起兵
蘇峻在王敦之亂後因有功於國，威名和聲望都漸漸提高。而且蘇峻手下有一萬名精銳部隊和精良的兵器，是一股強大的軍事力量，如於咸和元年（326年）曾派兵擊退南侵壽春的後趙軍，解除建康危機。蘇峻因其功勳和精銳的軍隊而驕傲自滿，並有異心，常收納亡命之徒，其中更收納因謀反被誅殺的南頓王司馬宗黨羽卞咸之兄卞闡，更違命藏匿，不將他送交朝廷。庾亮因而認定他日後必為禍亂，於是以自己為決策的輔政大臣，力排朝議而決定徵召蘇峻，朝廷並於咸和二年（327年）正式下詔徵蘇峻為大司農，明升其官，实夺其兵权。
蘇峻在聽聞庾亮有意徵召他時就已命司馬何仍向庾亮表達想留鎮地方之意，及至徵召後仍求改鎮青州荒郡，但庾亮都不接受。蘇峻常擔心庾亮這是要加害自己，於是在參軍任讓的建議之下拒絕受命。及後更與祖約聯合起來舉兵，以討庾亮為名進攻建康。
蘇峻軍在東進期間雖遇到朝廷軍隊的抵抗，但主要戰事都戰勝，並一直逼近建康，最終於咸和三年（328年）領兵逼近建康。尚書令、領軍將軍卞壼和丹陽尹羊曼等人先後戰死，庾亮想率軍抵抗但未戰先潰，被逼投奔温峤。蘇峻遂陷宮城，縱兵大掠。雖然司徒王導等人守護晉成帝和宗廟，但無法阻止蘇峻擄掠後宮和官庫。蘇峻亦驅役百官，讓官員擔著東西運上蔣山。蘇峻亦殘酷無道，在建康裸剝士女，令他們狼狽得以草席甚至泥土蔽體，哀號之聲更震動城內外。蘇峻又總掌大權，自任驃騎將軍、錄尚書事，其他黨羽亦獲任命官職。
同年，以征西大將軍陶侃為盟主的討伐軍起，蘇峻因而逼迫成帝迁居石头城（江蘇江寧石頭山後）。溫嶠、陶侃等會師討伐蘇峻，但彼此相拒不下，而且蘇峻軍在期間又縱兵抄掠，令討伐軍士氣下降，連陶侃也因不滿討伐軍久無進展而一度打算回荊州。但溫嶠堅持，令陶侃留下。九月廿五·庚午（328年11月13日），陶侃為援救正被進攻的討伐軍據點大業壘而率水軍攻石頭城，溫嶠亦與庾亮和趙胤領兵由白石南攻向石頭城，向蘇峻軍挑戰。蘇峻領八千人拒擊，並派部將匡孝和兒子蘇碩攻趙胤。及後勞軍酒醉的蘇峻見趙胤被匡孝擊破而退走，於是說：「孝能破賊，我更不如邪！」及後就留下軍隊，僅率數騎向北突陣。但蘇峻不成功，唯有撤回，但在撤回期間馬匹停滯不前，蘇峻被陶侃部將彭世和李千以投槍擊殺，墮馬慘死。蘇峻被殺後被斬首、碎屍和焚毀遺骨，令討伐軍軍心大振，反而蘇峻軍開始崩潰。雖然蘇峻弟蘇逸隨即接領部眾，但都於次年兵敗被殺。
之后，苏峻作为凶神被后世祭拜，被称为“苏侯神”，其影响范围甚至到达北方的青齐地区。刘劭曾封其为骠骑将军。苏峻被杀处被后世称为“苏峻湖”（今南京市小桃园）。